# Libuše Drahovzalová
Libuše Drahovzalová (11. července 1920 Brno — 23. března 1997) byla československá fotbalistka (brankářka), publicistka a sportovní funkcionářka, povoláním knihovnice, průkopnice ženského fotbalu v Československu. Roku 1934 v Brně spoluzaložila ženský fotbalový oddíl I. Čsl. DFK Brno pod hlavičkou SK Židenice, první československý ženský fotbalový klub. Roku 1971 se pak stala předsedkyní Československého svazu ženské kopané (ČSŽK).

## Život

### Mládí
Narodila se v Brně. Sportovat začala v rámci klubu SK Židenice, kde začala hrát házenou, tehdy téměř jediný kolektivní sport, kterému se ženy organizovaně věnovaly. V mládí se začala aktivně zajímat o fotbal a ses svými přítelkyněmi z oddílu jej začaly také hrát. Drahovzalová hrála na pozici gólmanky, patrně také jako kapitánka týmu.

### Samostatný klub
Roku 1934 dosáhl ženský fotbalový oddíl I. Čsl. DFK Brno s Libuší Drahovzalovou jako kapitánkou svého oficiálního uznání Československým svazem fotbalovým, včetně klubových legitimací. Roku 1936 jim bylo poskytnuto vyhovující sportovní zázemí v klubu Sparta Brno. Následkem soustavného tlaku konzervativních fotbalových funkcionářů byl roku 1936 ženský klub ze svazu vyřazen. Po vzniku dalších ženských fotbalových družstev v ČSR se s klubem jako jeho vedoucí účastnila prvních ženských fotbalových soutěží. Klubová činnost byla poté utlumena následkem druhé světové války, samotný klub zanikl již roku 1938. Občanským povoláním pracovala jako knihovnice.

### Československý svaz ženské kopané
Drahovzalová pokračovala v činnosti ve prospěch ženského fotbalu i po skončení války a únoru 1948. Sepsala publikaci o historii ženského fotbalu před rokem 1939, rovněž psala články a popularizační texty publikované mj. v časopisech Mladý svět a dalších. Soustavně vyvíjela snahy o vznik první československé ženské fotbalové asociace. Roku 1966 stanula v čele Přípravného výboru Československého svazu ženské kopané. Téhož roku iniciovala uspořádání fotbalového turnaje O Srdce Mladého světa 1966 v Brně, který se stal prvním oficiálním turnajem ženského fotbalu v Československu. Turnaj byl konán až do roku 1990.
Roku 1971 pak došlo k založení ČSŽK, jehož se stala předsedkyní. Funkcionářské a publicistické činnosti se věnovala i v první polovině 70. let. Vlastnila byt v brněnské Masarykově ulici.

### Úmrtí
Libuše Drahovzalová zemřela 23. března 1997 v Brně ve věku 76 let. Pohřbena byla na brněnském Ústředním hřbitově.

## Dílo
- Strastiplná cesta žen na fotbalový trávník (vyšlo 2010)